# Manuel Almeyda
Manuel Ramón Almeyda Medina (Santiago, 25 de agosto de 1924-Santiago, 15 de enero de 2014) fue un médico y político chileno, militante del Partido Socialista.

## Biografía
Nació en 1924, hijo de Delia Medina Fritis y Manuel Almeyda Arroyo. Su hermano, Clodomiro, también se convertiría en un importante dirigente socialista.
Estudió en la Facultad de Medicina de la Universidad de Chile, desde donde se tituló de médico cirujano. Desarrolló su carrera profesional en el área pública, trabajando en hospitales como el José Joaquín Aguirre, donde lo sorprendió el golpe de Estado de 1973.

## Carrera política
Ingresó a la Brigada Universitaria Socialista en 1945, y posteriormente se convirtió en militante del Partido Socialista (PS).
Durante la dictadura militar integró en la clandestinidad la dirección nacional de la facción del PS liderada por su hermano Clodomiro, conocida como "PS-Almeyda". Dicha colectividad integró el Movimiento Democrático Popular en 1983, del cual Manuel Almeyda fue su presidente. El régimen de Pinochet lo encarceló y expulsó del país, exiliándose en la República Democrática Alemana.
Retornada la democracia, volvió a Chile, y se integró al reunificado Partido Socialista, siendo elegido secretario general. Se presentó como candidato a alcalde por La Florida en 1992, pero no resultó elegido. Fue miembro del Comité Central y de la Comisión Política del PS durante varios períodos.

## Historial electoral

### Elecciones municipales de 1992
- Elecciones municipales de 1992, para la alcaldía de (La Florida).[3]

(Se consideran sólo los 8 candidatos más votados, de un total de 40 candidatos)
| Candidato               | Pacto                          | Partido | Votos  | %     | Resultado |
| ----------------------- | ------------------------------ | ------- | ------ | ----- | --------- |
| Gonzalo Duarte Leiva    | Concertación por la Democracia | PDC     | 40.181 | 29,94 | Alcalde   |
| Lily Pérez San Martín   | Participación y Progreso       | RN      | 21.443 | 15,98 | Concejal  |
| Mario Ossandón Cañas    | Concertación por la Democracia | PPD     | 12.673 | 9,44  | Concejal  |
| Carlos Aguilar Chuecos  | Concertación por la Democracia | PDC     | 6.142  | 4,58  | Concejal  |
| Eugenio González Aguiló | Participación y Progreso       | UDI     | 5.786  | 4,31  | Concejal  |
| Orlando Vidal Duarte    | Concertación por la Democracia | PS      | 5.592  | 4,17  | Concejal  |
| Manuel Almeyda Medina   | Concertación por la Democracia | PS      | 5.268  | 3,93  |           |
| Mireya Baltra Moreno    | Partido Comunista              | PC      | 3.727  | 2,78  |           |